# علم مارتينيك
يتكوّن علم مارتينيك من مثلث أحمر جهة الصاري وشريطان أفقيان، الشريط العلوي أخضر اللون والسفلي أسود اللون. اعتُمد هذا العلم رسمياً في الثاني من شباط\فبراير 2023.
نظراً لوضع مارتينيك كإحدى أقاليم ما وراء البحار الفرنسية، لا يزال علم فرنسا يحظى بمكانة رسمية.
في عام 2018، عقد مجلس مارتينيك مسابقة لاستحداث علم ونشيد للجزيرة، ولكن بعد مرور عامين ونصف على إعلان الفائزين، ألغت المحكمة الإدارية المحلية العلم والنشيد الوطني، حيث لم يُعتبر أن طريقة اختيارهما تتناسب مع مسؤوليات المجلس. ثم في عام 2022، بدأت الجزيرة تصويتاً عامًا جديدًا لاختيار علم ونشيد رسميين.
أُعلن عن الفائزين في 16 يناير 2023،لكن سُحب تصميم العلم المختار بناءً على طلب المصمم بعد اتهامات بالسرقة الأدبية. بدلاً من ذلك، تقرر أن يتم النظر في اعتماد تصميم الوصيف، وهو العلم الذي يستخدمه القوميون، في 2 فبراير 2023. وقد أقره المجلس بأغلبية 44 صوتاً وامتناع عضو واحد عن التصويت.

## معرض صور

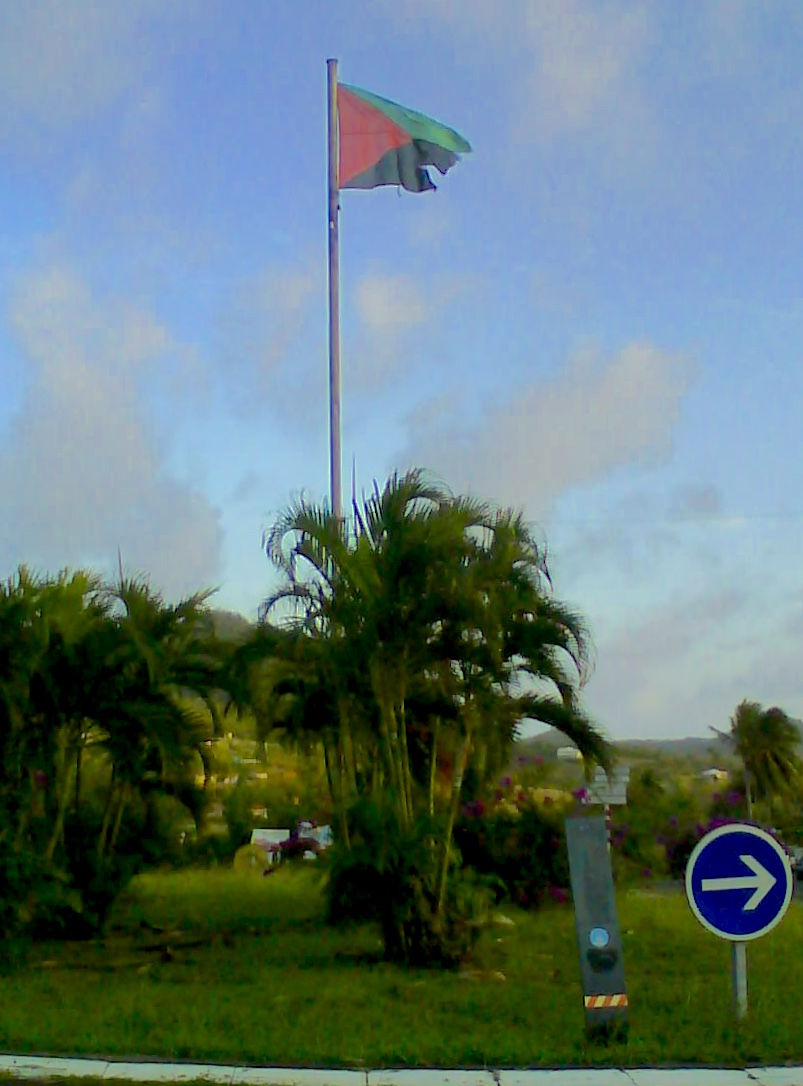